# Tragala perro
Avale cela, chien
L'eau-forte Tragala perro (en français Avale cela, chien) est une gravure de la série Los caprichos du peintre espagnol Francisco de Goya. Elle porte le numéro 58 dans la série des 80 gravures. Elle a été publiée en 1799.

## Interprétations de la gravure
Il existe divers manuscrits contemporains qui expliquent les planches des Caprichos. Celui qui se trouve au Musée du Prado est considéré comme un autographe de Goya, mais semble plutôt chercher à dissimuler et à trouver un sens moralisateur qui masque le sens plus risqué pour l'auteur. Deux autres, celui qui appartient à Ayala et celui qui se trouve à la Bibliothèque nationale, soulignent la signification plus décapante des planches.
- Explication de cette gravure dans le manuscrit du Musée du Prado :
El que viva entre hombres será geringado[3] irremediablemente : si quiere evitarlo habrá de irse a habitar a los montes y cuando esté allí conocerá también que esto de vivir solo es una geringa.
(Celui qui vit parmi les hommes sera ennuyé ("seringué") irrémédiablement: si'l veut l'éviter, il devra habiter dans les montagnes et quand il sera là, il apprendra également que vivre seul est comme un lavement)[4].

- Manuscrit de Ayala :
Intentan unos frailes curar a un pobre Marcos, colgándole al cuello una reliquia y echándole lavativas por fuerza.
(Des frères essaient de soigner un pauvre Marcos, lui accrochant au cou une relique et lui imposant des lavements de force)[4].

- Manuscrit de la Bibliothèque nationale :
No le echan mala lavativa a cierto Juan lanas unos frailes que galantean a su mujer y le ponen un taleguillo[5] al cuello a manera de reliquia para que se cure y calle. La mujer se ve detrás cubierta con un velo y un monstruo de enorme cornamenta preside la función autorizandolo todo nuestro Padre Prior.
(A un certain Jean, ils ne lui font pas un mauvais lavement, ces frères qui courtisent son épouse et lui placent une petite bourse au cou à la manière qu'une relique pour qu'il guérisse et se taise. L'épouse se tient derrière couverte d'un voile et un monstre avec des cornes énormes préside la cérémonie en donnant l'autorisation à notre Père Prieur)[4].

## Technique de la gravure

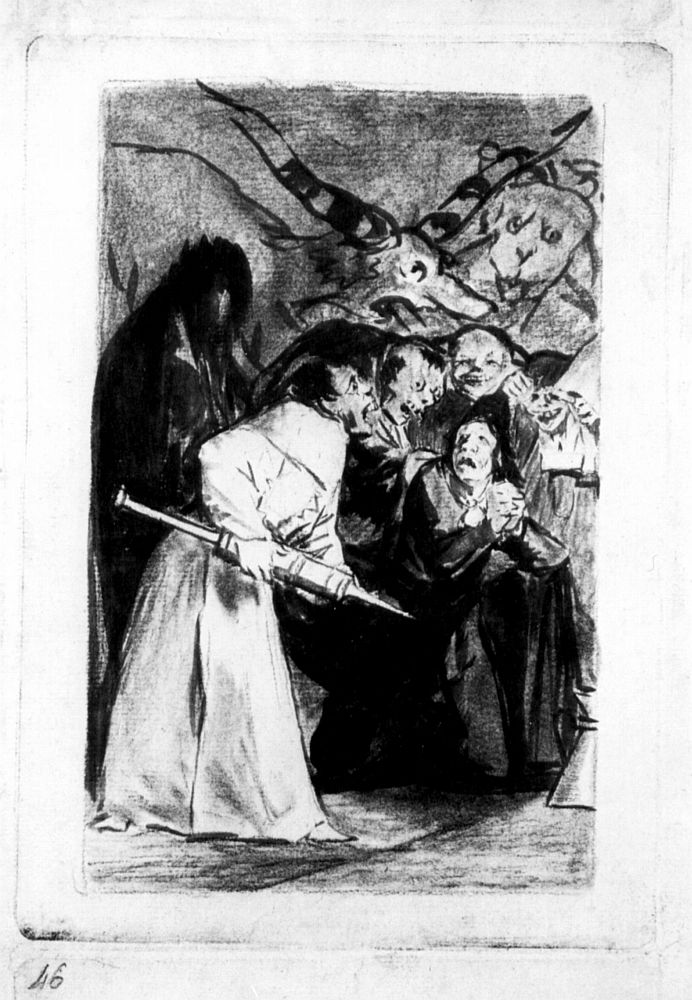
Dessin préparatoire.

L'estampe mesure 214 × 151 mm sur une feuille de papier de 306 × 201 mm.
Goya a utilisé l'eau-forte, l'aquatinte et la pointe sèche.
Le dessin préparatoire est à la sanguine. Dans l'angle inférieur gauche, au crayon : « 46 ». Le dessin préparatoire mesure 246 × 167 mm.

## Catalogue
- Numéro de catalogue G02146 de l'estampe au Musée du Prado.
- Numéro de catalogue D04236 du dessin préparatoire au Musée du Prado.
- Numéro de catalogue 51-1-10-58 au Musée Goya de Castres.